# بقلم أولوف إنكويست
بير أولوف إنكويست ، الذي غالبًا ما يوقع على بو انكويست ، من مواليد 23 سبتمبر 1934 في هيقوبول (السويد) وتوفي في 25 أبريل 2020 فاكسهولم (السويد)، كاتب مسرحي سيناريو صحفي سويدي.
انتخب عضواً في أكاديمية برلين للعلوم عام 1996.

## المذكرات و المراجع
1. ↑  Encyclopædia Britannica | Per-Olov Enquist (بالإنجليزية), QID:Q5375741
2. ↑  Brockhaus Enzyklopädie | Per Olov Enquist (بالألمانية), OL:19088695W, QID:Q237227
3. 1 2  Gran Enciclopèdia Catalana | Per Olov Enquist (بالكتالونية), Grup Enciclopèdia, QID:Q2664168
4. ↑  Proleksis enciklopedija | Per Olov Enquist (بالكرواتية), QID:Q3407324
5. ↑  "Forfatteren P.O. Enquist er død" (بالدنماركية). Retrieved 2020-04-26.
6. ↑   https://www.kunstkultur.bka.gv.at/staatspreis-fur-europaische-literatur. اطلع عليه بتاريخ 2009-05-08. {{استشهاد ويب}}: |url= بحاجة لعنوان (مساعدة) والوسيط |title= غير موجود أو فارغ (من ويكي بيانات) (مساعدة)
7. ↑  "1969 Per Olov Enquist, Sverige: Legionärerna" (بالسويدية). Nordiska rådet. Retrieved 2020-04-26.

## روابط خارجية
- بقلم أولوف إنكويست على موقع IMDb (الإنجليزية)
- بقلم أولوف إنكويست على موقع الموسوعة البريطانية (الإنجليزية)
- بقلم أولوف إنكويست على موقع مونزينجر (الألمانية)
- بقلم أولوف إنكويست على موقع ألو سيني (الفرنسية)
- بقلم أولوف إنكويست على موقع ميوزك برينز (الإنجليزية)
- بقلم أولوف إنكويست على موقع قاعدة بيانات برودواي على الإنترنت (الإنجليزية)
- بقلم أولوف إنكويست على موقع قاعدة بيانات الأفلام السويدية (السويدية)
- بقلم أولوف إنكويست على موقع ديسكوغز (الإنجليزية)
- بقلم أولوف إنكويست على موقع قاعدة بيانات الفيلم (الإنجليزية)
- بقلم أولوف إنكويست على موقع كينوبويسك (الروسية)